# Yannick Anzuluni
Mletshi Yannick Anzuluni (Kinshasa, 21 agosto 1987) è un cestista della Repubblica Democratica del Congo naturalizzato canadese.

## Palmarès
- Campionato svedese: 1

Luleå: 2016-17